# Chiesa di San Cassiano a Vico
La chiesa di San Cassiano a Vico è una chiesa di Lucca che si trova in località San Cassiano a Vico.

## Storia
Fu eretta nell'VIII secolo su un'isola fluviale creata dal Serchio nella zona chiamata Vicus Insularis. Un tratto di paramento murario medievale, databile al XII secolo, è integrato nella muratura della chiesa attuale, risultato di una serie di interventi effettuati nel 1744 e poi nel 1826. L'assetto interno è connotato da maestosi altari settecenteschi; di particolare rilievo è il maggiore, completato da un dossale con drappeggi realizzati in stucco. A un altare del fianco destro è conservato un affresco della seconda metà del Quattrocento che raffigura la venerata Madonna del soccorso con i Santi Sebastiano e Nicola da Tolentino. Dietro l'altar maggiore è una tavola di Michelangelo di Pietro con la Madonna in trono tra i Santi Cassiano e Biagio.